# Václav Vochoska
Václav Vochoska (født 26. juli 1955 i České Budějovice) er en tjekkisk tidligere roer og dobbelt olympisk medaljevinder.

## Rokarriere
Vochoska kom med i den tjekkoslovakiske dobbeltfirer i 1975 og var samme år med til at vinde VM-sølv efter DDR. Ved OL 1976 var denne disciplin for første gang på OL-programmet, og som regerende verdensmestre var DDR favoritter. Den tjekkoslovakiske båd (ud over Vochoska bestod besætningen af Jaroslav Hellebrand, Zdeněk Pecka og Vladek Lacina) vandt det ene indledende heat og var dermed i finalen, hvor kampen om guldet kom til at stå mellem DDR og Sovjetunionen. Her vandt DDR, mens den sovjetiske båd fik sølv og tjekkoslovakkerne bronze. I 1977 var det igen DDR, der blev verdensmester, mens Vochoska og han tjekkoslovakiske kolleger vandt sølv.
Vochoska og Pecka skiftede herefter til dobbeltsculler, og de vandt VM-sølv i denne disciplin i 1979, og de stillede også op ved OL 1980 i Moskva. Her var de norske brødre Alf og Frank Hansen ikke med, da de deltog i den vestlige boykot af legene, og dermed var konkurrencen. Pecka og Vochoska blev sidst i deres indledende heat, men en andenplads i opsamlingsheatet gav kvalifikation til finalen. Her var østtyske Joachim Dreifke og Klaus Kröppelien bedst og fik guld, mens jugoslaverne Zoran Pančić og Milorad Stanulov fik sølv og Peck og Vochoska bronze. Pecka og Vochovskas sidste mesterskabsmedalje sammen kom i 1982, da de vandt VM-bronze i dobbeltsculleren. Vochoska vandt yderligere en medalje, da han var tilbage i den tjekkoslovakiske dobbeltfirer ved VM i 1985 og der var med til at vinde bronze.

## OL-medaljer
- 1976:  Bronze i dobbeltfirer
- 1980:  Bronze i dobbeltsculler